# 王鵬飛 (清朝)
王鵬飛（？—1853年），直隸省保定府唐縣（今河北省唐縣）人，清朝军事将领、武進士出身。
道光三年，登武進士二甲，授三等侍衛。道光八年，任江南佃湖營都司。次年，改拓林營都司。道光十五年，授泰州營遊擊。道光二十三年，任海州營參將。道光二十六年，任江寧城守營副將。道光二十八年，任徐州鎮總兵、四川重慶鎮總兵、江南狼山鎮總兵。